# Djuptjärnarna, Dalarna
Djuptjärnarna är en sjö i Rättviks kommun i Dalarna och ingår i Dalälvens huvudavrinningsområde.